# Cleocnemis paraguensis
Cleocnemis paraguensis là một loài nhện trong họ Philodromidae.
Loài này thuộc chi Cleocnemis. Cleocnemis paraguensis được Willis J. Gertsch miêu tả năm 1933.